# Roca Tomasa
La Roca Tomasa és una muntanya de 589 metres que es troba entre els municipis de Fulleda i l'Espluga Calba, a la comarca catalana de les Garrigues.